# 플렉시팝!
플렉시팝!(영어: Flexipop!)은 1980년부터 1983년까지 간행된 영국의 팝 음악 전문 잡지다. 매 호마다 플렉시디스크를 동봉해 제공하였다. 1980년 레코드 미러의 저널리스트로 일하던 배리 케인과 팀 롯이 창간했다. 가장 유명한 호는 1981년 3월호로, 애덤 앤 디 앤츠가 빌리지 피플의 노래 〈Y.M.C.A.〉를 〈A.N.T.S.〉라는 이름으로 부른 노래가 담긴 플렉시디스크가 있었다.

## 발행 호
| 호 | 날짜        | 표지                                |
| -- | ----------- | ----------------------------------- |
| 1  | 1980년 12월 | 폴린 블랙 (더 셀렉터)               |
| 2  | 1981년 1월  | 더 잼                               |
| 3  | 1981년 2월  | 밥 겔도프 (붐타운 래츠)             |
| 4  | 1981년 3월  | 애덤 앤트 (애덤 앤 디 앤츠)         |
| 5  | 1981년 4월  | 버스터 블러드베슬 (배드 매너스)     |
| 6  | 1981년 5월  | 프리텐더스                          |
| 7  | 1981년 6월  | 모터헤드                            |
| 8  | 1981년 7월  | 토야                                |
| 9  | 1981년 8월  | 헤이즐 오코너                       |
| 10 | 1981년 9월  | 씬 리지, 그레이엄 보넷, 폴캐츠      |
| 11 | 1981년 10월 | 데이브 게한 (디페쉬 모드)           |
| 12 | 1981년 11월 | 소프트 셀                           |
| 13 | 1981년 12월 | 길런                                |
| 14 | 1982년 1월  | 얼터드 이미지스                     |
| 15 | 1982년 2월  | 블론디                              |
| 16 | 1982년 3월  | 필 오케이 (휴먼 리그)               |
| 17 | 1982년 4월  | 폴 웰러 (더 잼)                     |
| 18 | 1982년 5월  | 마크 알먼드 (소프트 셀)             |
| 19 | 1982년 6월  | 애덤 앤트                           |
| 20 | 1982년 7월  | 킴 와일드, 사이먼 르 봉 (듀란 듀란) |
| 21 | 1982년 8월  | 벨 스타스                           |
| 22 | 1982년 9월  | 마틴 프라이 (ABC)                   |
| 23 | 1982년 10월 | 스트랭글러스                        |
| 24 | 1982년 11월 | 헤어컷 원 헌드레드                  |
| 25 | 1982년 12월 | 사이킥 TV                           |
| 26 | 1983년 1월  | 말콤 맥라렌                         |
| 27 | 1983년 2월  | 믹 존스 (더 클래시)                 |
| 28 | 1983년 3월  | 폴 웰러 (더 잼)                     |
| 29 | 1983년 4월  | 더 크리처스                         |
| 30 | 1983년 5월  | 왬!                                 |
| 31 | 1983년 6월  | 스페시멘                            |
| 32 | 1983년 7월  | 더 글로브                           |
| 33 | 1983년 8월  | 알리스터 크롤리                     |